# خورخه د اولیورا
خورخه د اولیورا (انگلیسی: Jorge De Olivera؛ زادهٔ ۲۱ اوت ۱۹۸۲) بازیکن فوتبال اهل آرژانتین است.
از باشگاه‌هایی که در آن بازی کرده‌است می‌توان به باشگاه فوتبال راسینگ کلوب آویاندا اشاره کرد.